# Андрійчук Василь Ілліч
Василь Ілліч Андрійчук (псевдо.:«Боровик»; нар. 1923, с. Рохманів, Шумський район Тернопільська область — пом. 25 березня 1951, в лісі біля с. Степанівка, Білогірський район, Хмельницька область) — заступник керівника Кременецького надрайонного проводу ОУН, лицар Срібного хреста заслуги УПА.

## Життєпис
Займав посаду заступника керівника (референта пропаганди) Кременецького надрайонного проводу ОУН(р).
Здійснював координацію діяльності повстанської друкарні ім. Тараса Шевченка, яка знаходилася на «Гальчиній горі» (лісове урочище із джерелом поблизу села Теремне Острозького району Рівненської області).
Загинув у бою з військово-чекістською групою МДБ.

## Нагороди
- Згідно з Постановою УГВР від 5.07.1951 р. та Наказом Головного військового штабу УПА ч. 1/51 від 25.07.1951 р. Василь Андрійчук — «Боровик» відзначений Срібним хрестом заслуги УПА.

## Вшанування пам'яті
- 14.10.2017 р. від імені Координаційної ради з вшанування пам'яті нагороджених Лицарів ОУН і УПА у с. Антонівці Шумського р-ну Тернопільської обл. Срібний хрест заслуги УПА (№ 013) переданий Мирославі Ковальчук, доньці Василя Андрійчука — «Боровика».